# Apistogramma gossei
Apistogramma gossei är en fiskart som beskrevs av den svenska iktyologen Kullander 1982. Precis som nästan alla andra arter i släktet Apistogramma räknas den som en dvärgciklid och hör alltså till de mindre fiskarna i familjen ciklider (Cichlidae). Inga underarter finns listade i Catalogue of Life.